# Crosville-sur-Scie
Crosville-sur-Scie é uma comuna francesa na região administrativa da Normandia, no departamento de Sena Marítimo. Estende-se por uma área de 3,53 km². Em 2010 a comuna tinha 250 habitantes (densidade: 70,8 hab./km²).